# Molanna submarginalis
Molanna submarginalis är en nattsländeart som beskrevs av Mclachlan 1872. Molanna submarginalis ingår i släktet Molanna och familjen skivrörsnattsländor. Arten är reproducerande i Sverige. Utöver nominatformen finns också underarten M. s. caudata.